# Manhattan Center (New York)
Pour les articles homonymes, voir Manhattan Center.

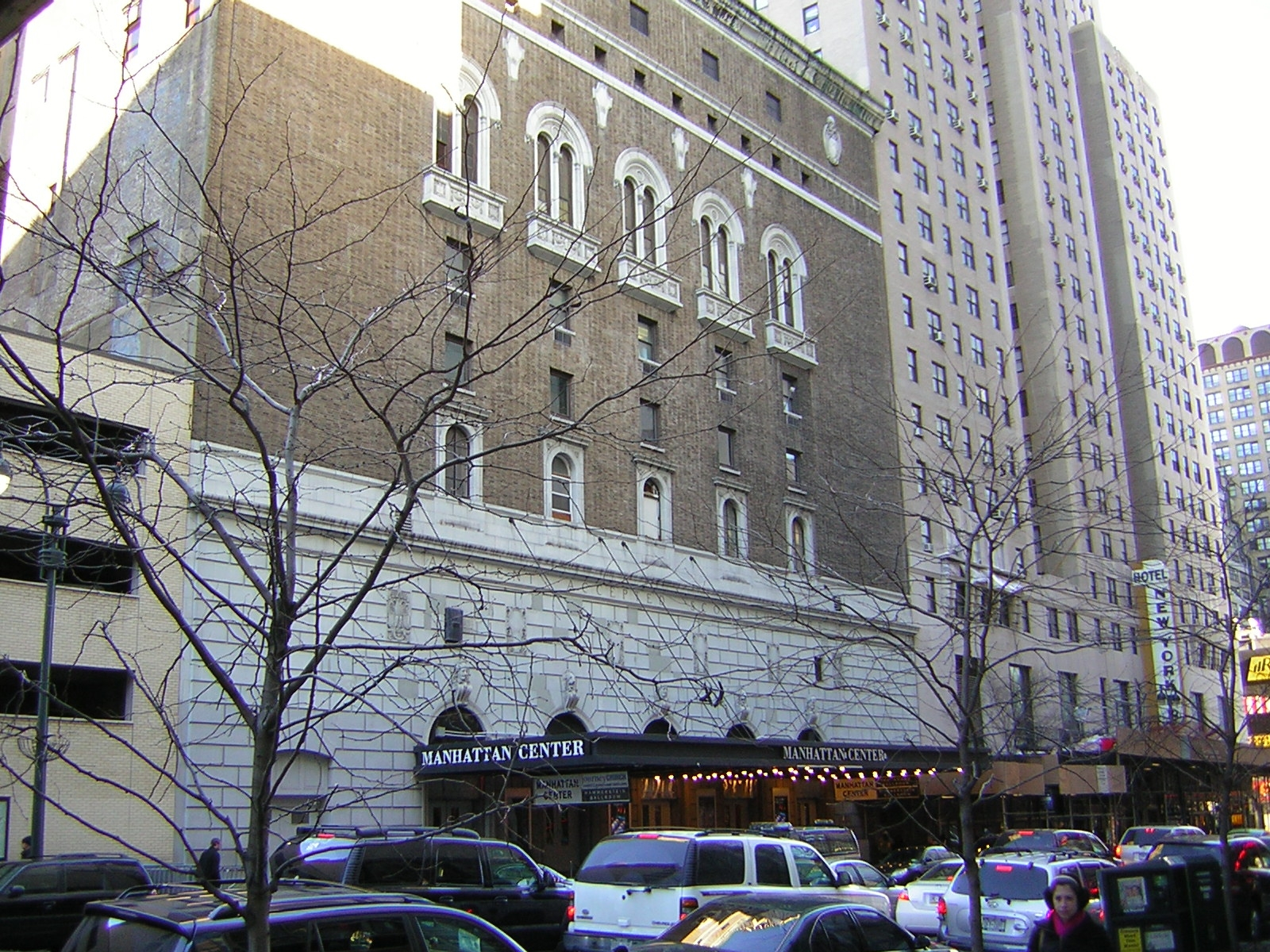
Façade du Manhattan Center

Le Manhattan Center est un immeuble situé à New York, au 311 West de la 34e rue de Manhattan, abritant l'une des plus célèbres salles de spectacle de la ville, le Hammerstein Ballroom, ainsi que deux studios d'enregistrements (Manhattan Center Studios).

## Histoire
Construite en 1906 par l'architecte Oscar Hammerstein I, cette salle, dénommée alors Manhattan Opera House, abrita le Manhattan Opera Company, un ancien opéra de New York.
En 1910, le Metropolitan Opera, un autre opéra de New-York, donna 1,2 million de $ à Hammerstein pour que son opéra n'utilise plus cette salle durant les dix années suivantes. Cette salle fut ensuite utilisée pour des représentations de théâtre.
La salle fut ensuite rachetée par l'Église de l'Unification du révérend Sun Myung Moon et fut renommée Manhattan Center.
En 1986, fut créé les studios d'enregistrements qui furent maintes fois agrandis et modernisés depuis cette date.
En 1997, la salle subit des rénovations et fut une nouvelle fois renommée en Hammerstein Ballroom. Aujourd'hui, cette salle est utilisée comme salle de concert ou encore comme une salle de spectacles accueillant des rencontres de catch.

## Sources
- Cet article est partiellement ou en totalité issu de l'article intitulé « Hammerstein Ballroom » (voir la liste des auteurs).